# خیارک
خیارک (نام علمی: Ixiolirion tataricum) یکی از گونه‌های سرده خیارک است. این گیاه دارای پیاز است و گل های آن طعم و بوی خیار میدهد. این گیاه به طور انبوه در جنوب غرب آسیا به طور وحشی یافت می‌شود. گل این گیاه در رنگ‌های آبی روشن و بنفش یافت می‌شود.

## نگارخانه

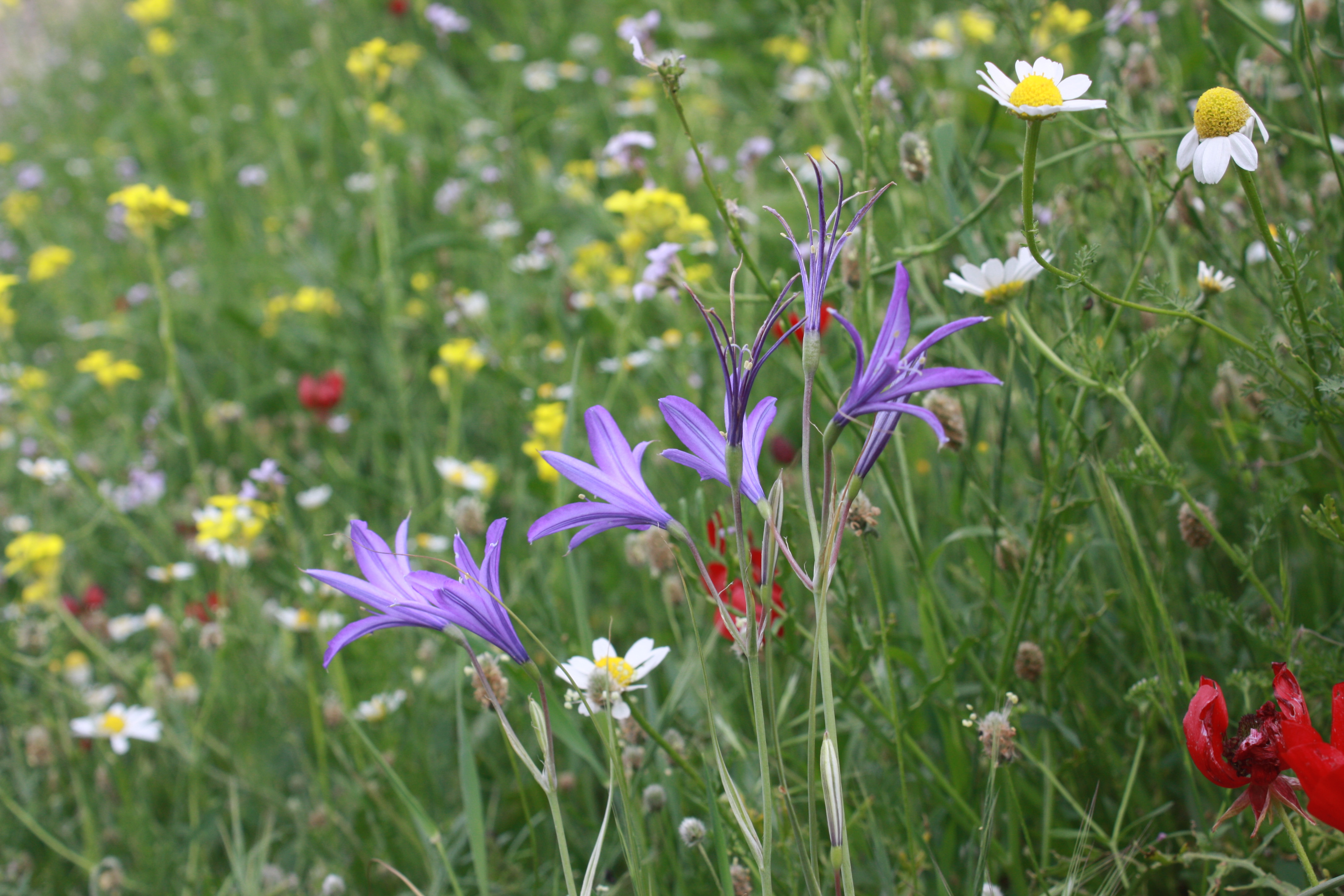
خیارک خودرو در بهبهان، فروردین‌ماه
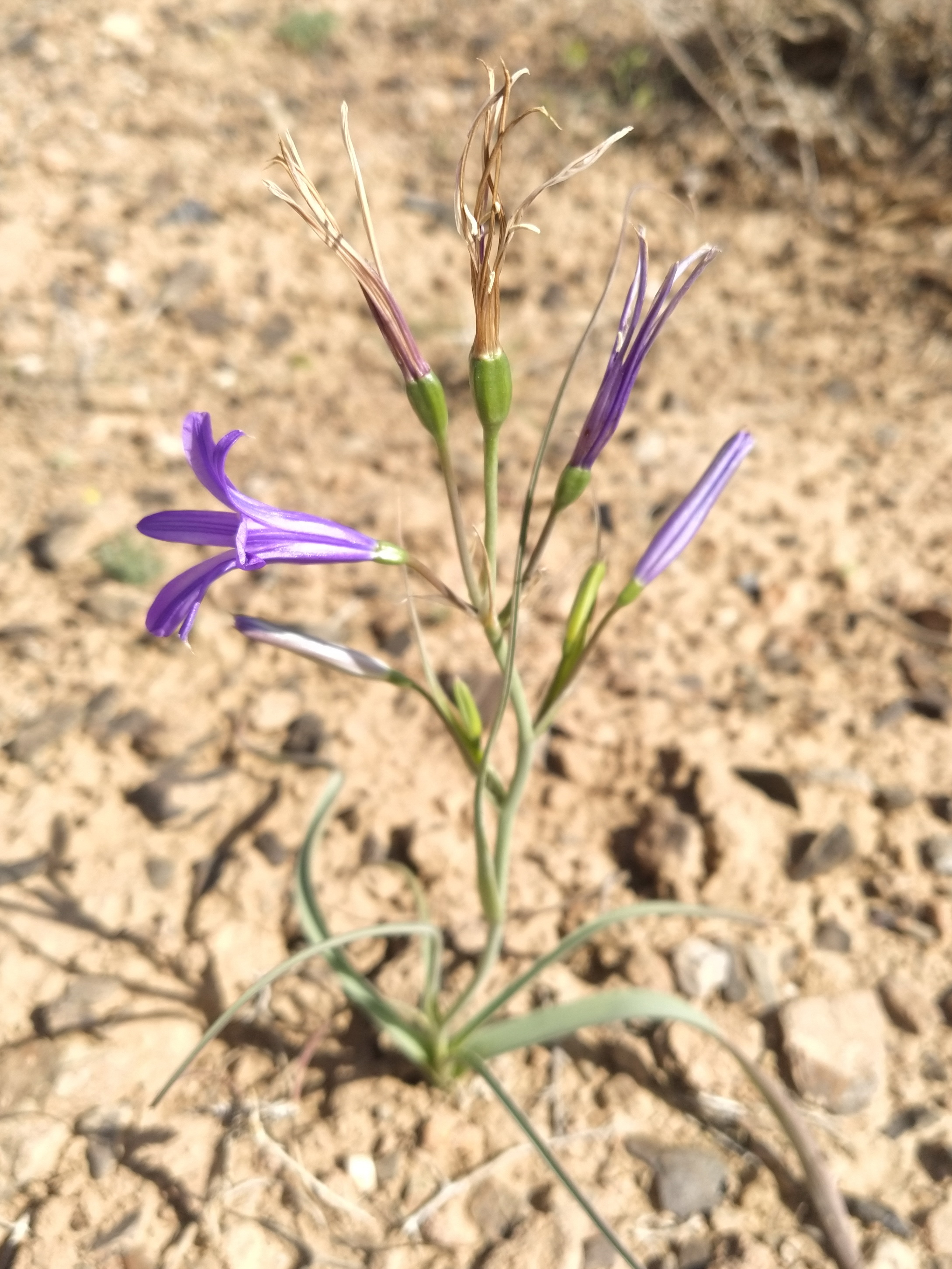
خیارک خودرو در بیابان‌های استان اصفهان، اردی‌بهشت‌ماه
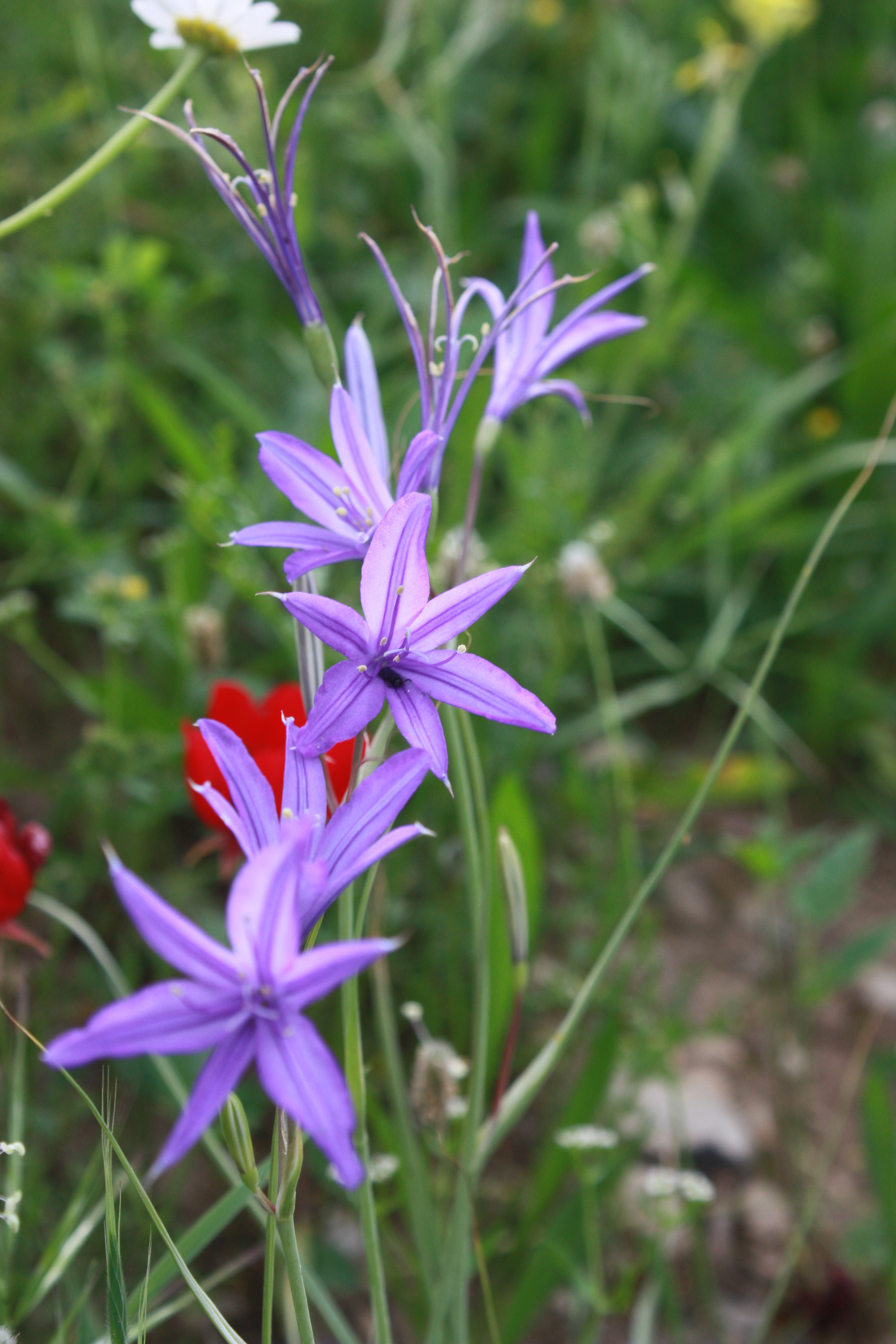
خیارک خودرو در بهبهان، فروردین‌ماه
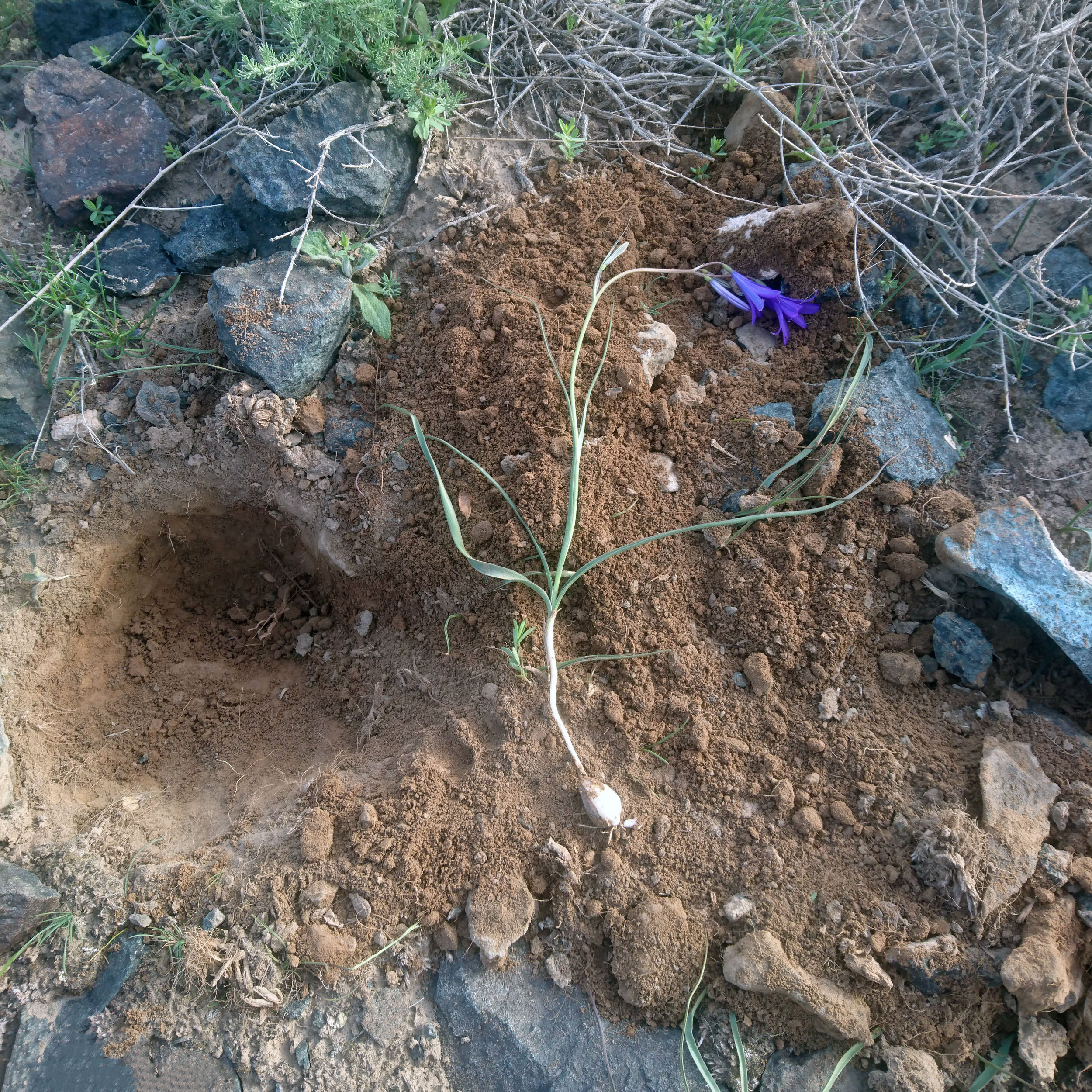
اندام زیرزمینی خیارک
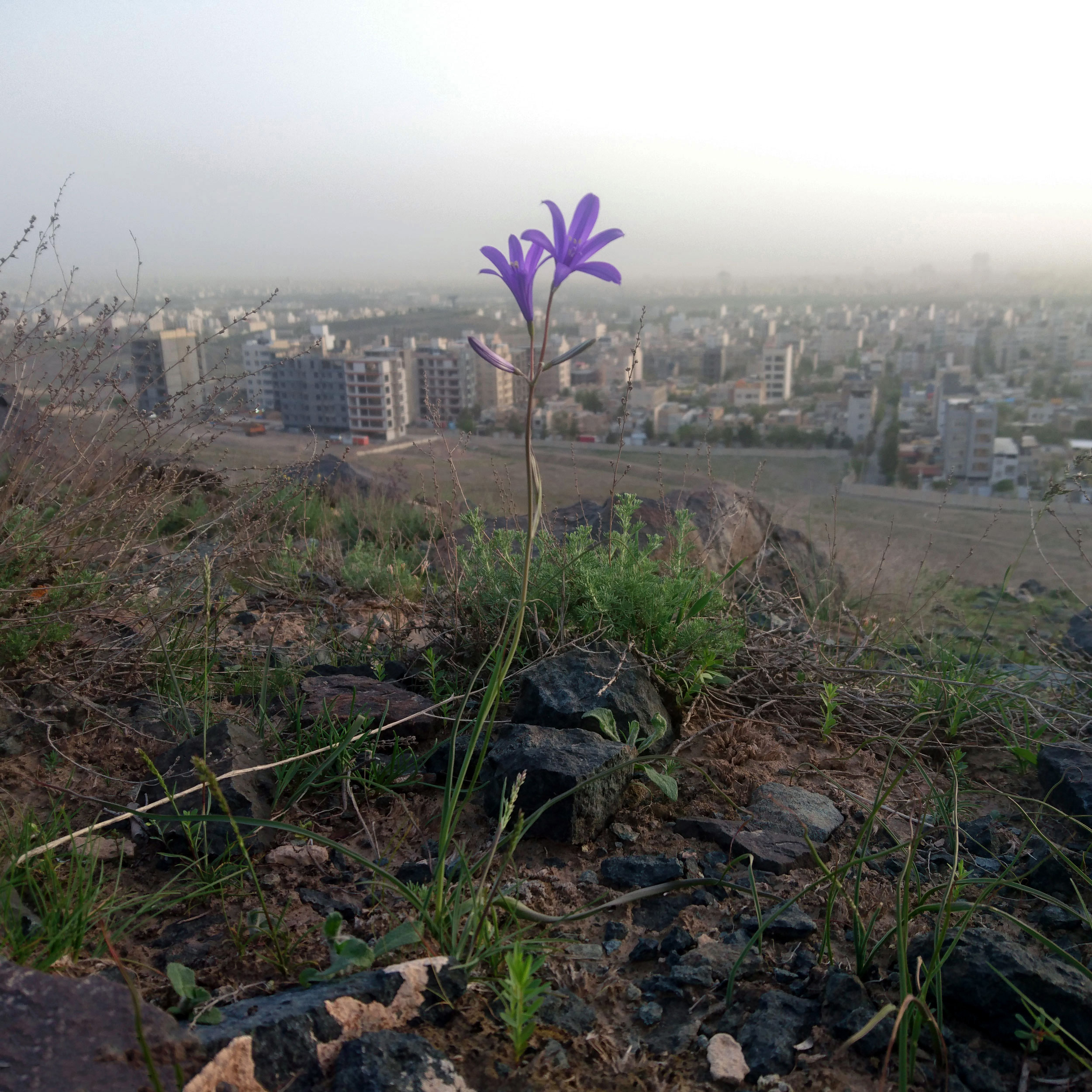
خیارک خودرو در مشهد
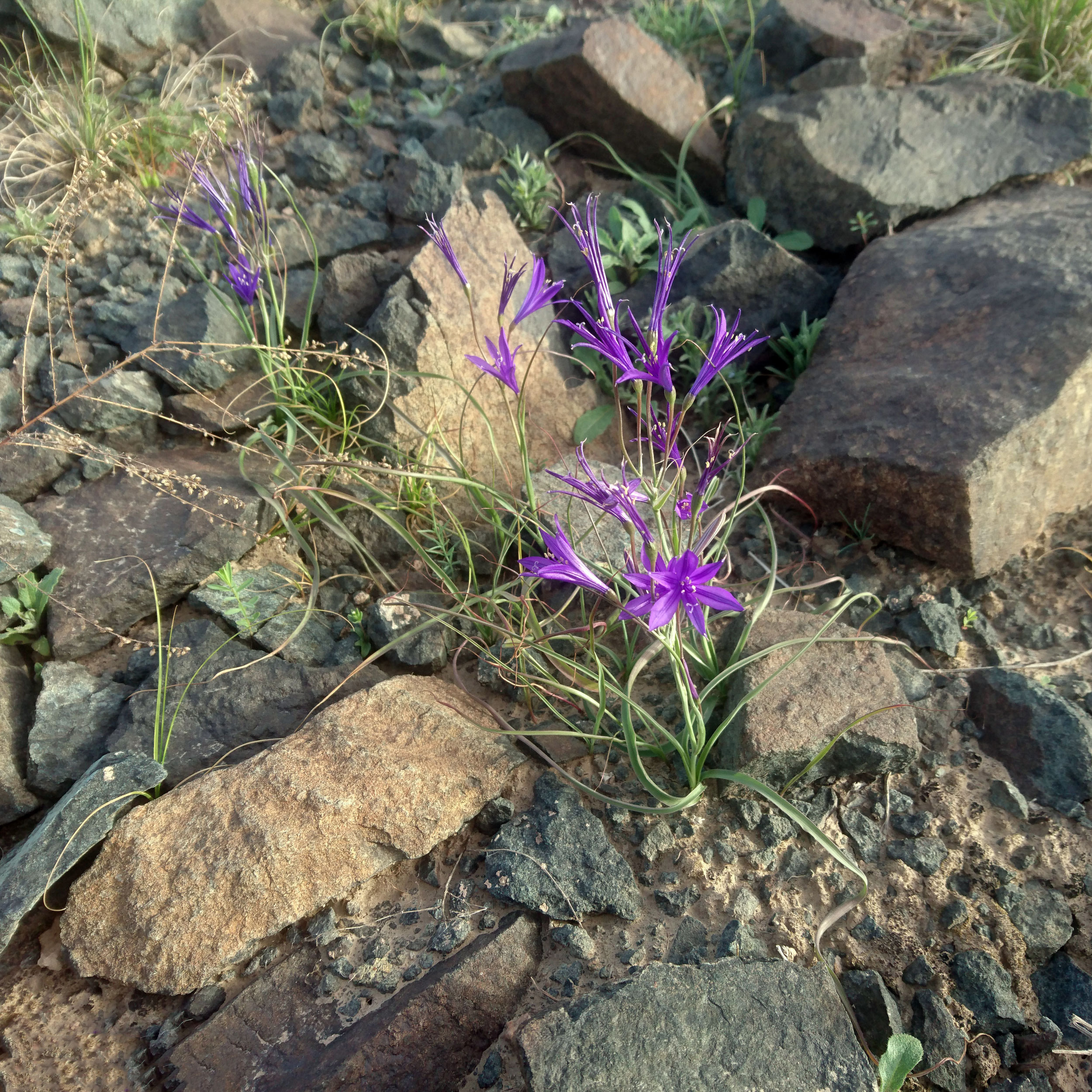
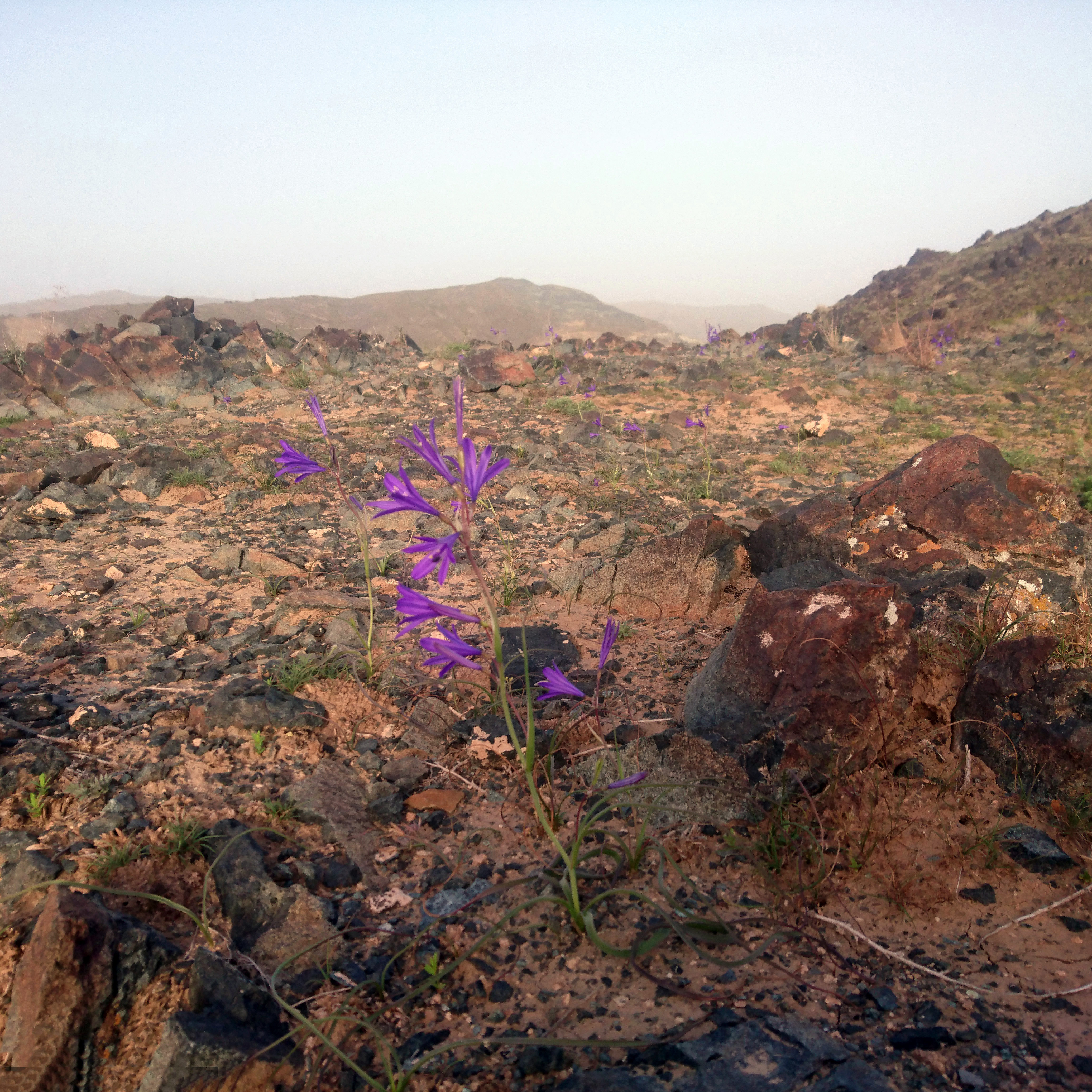
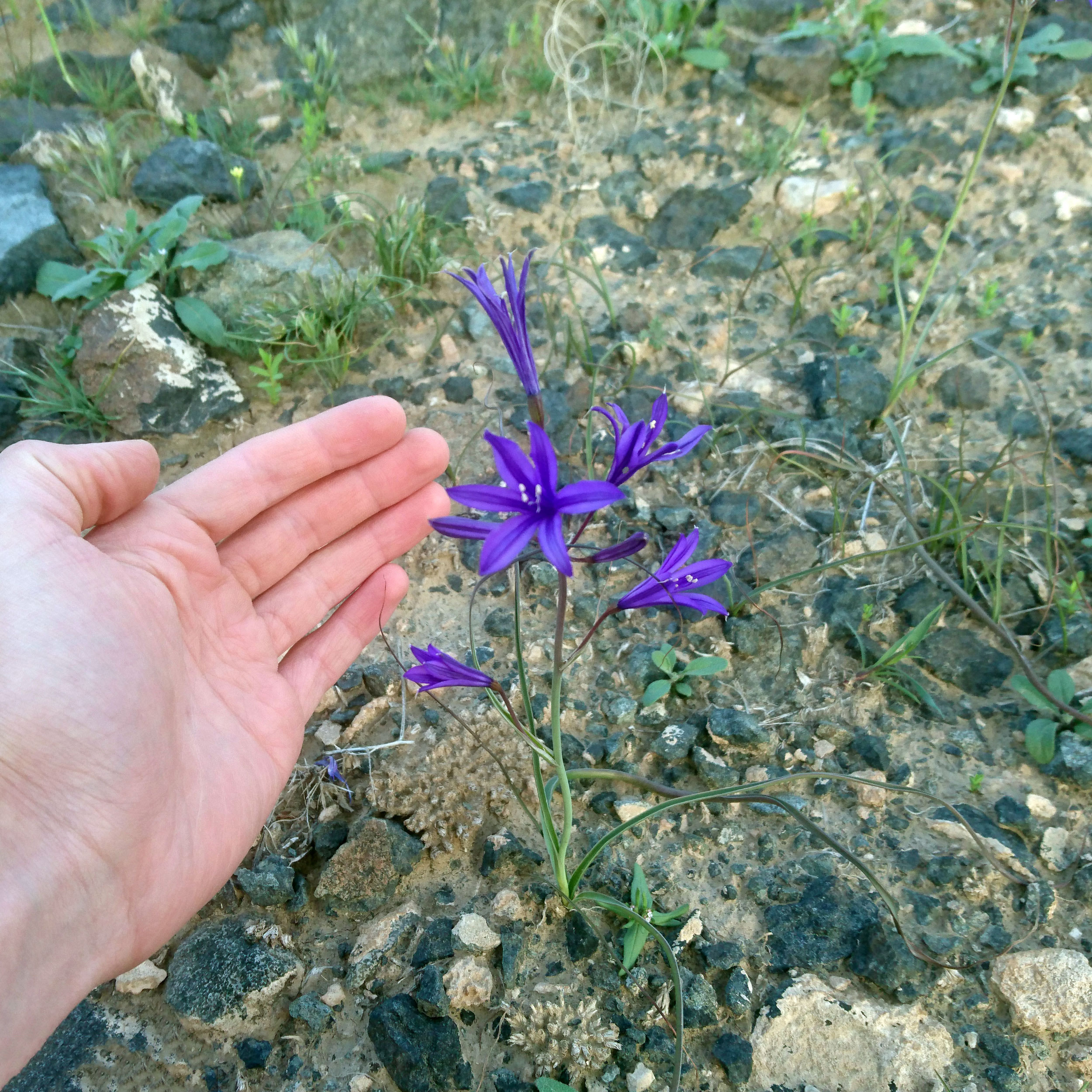
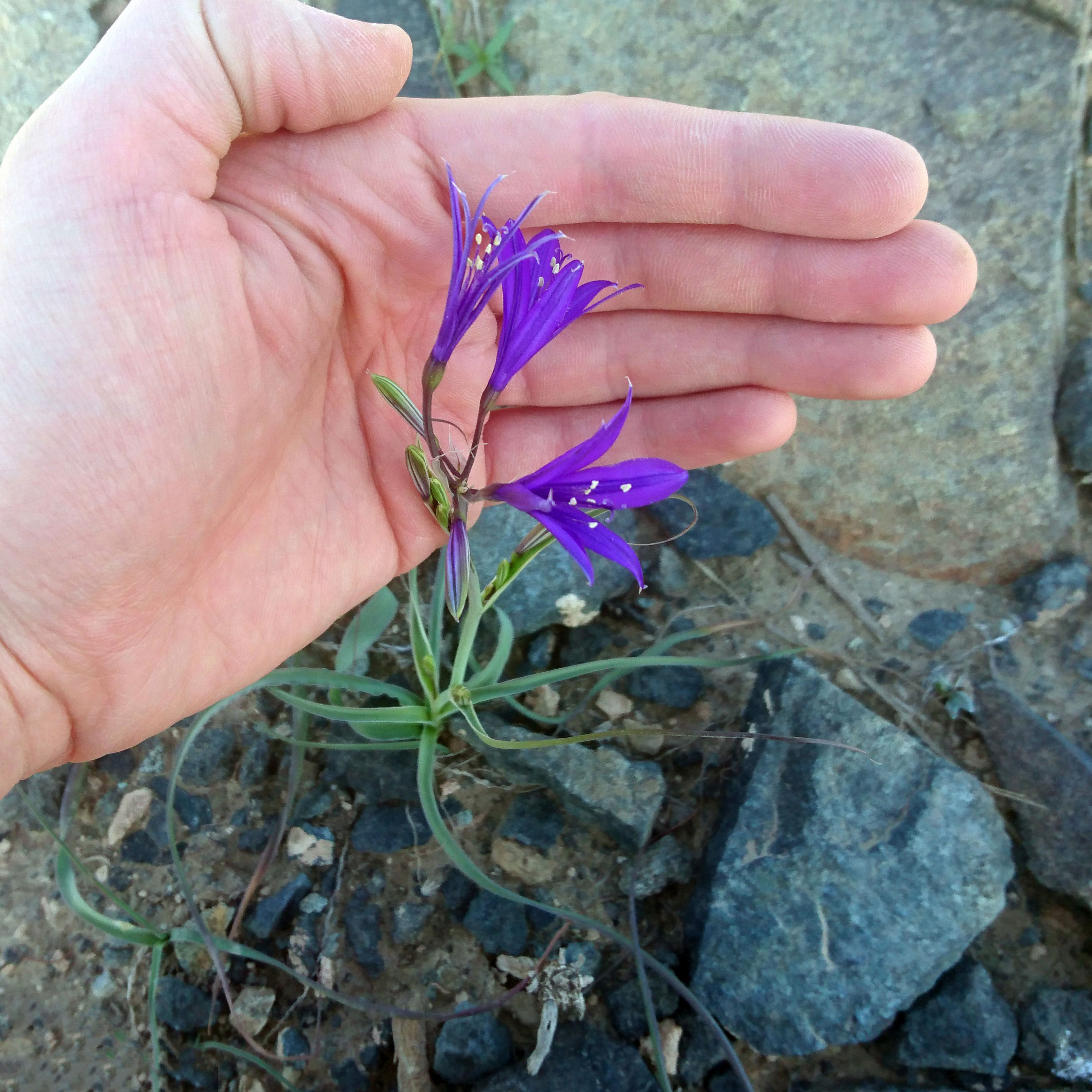
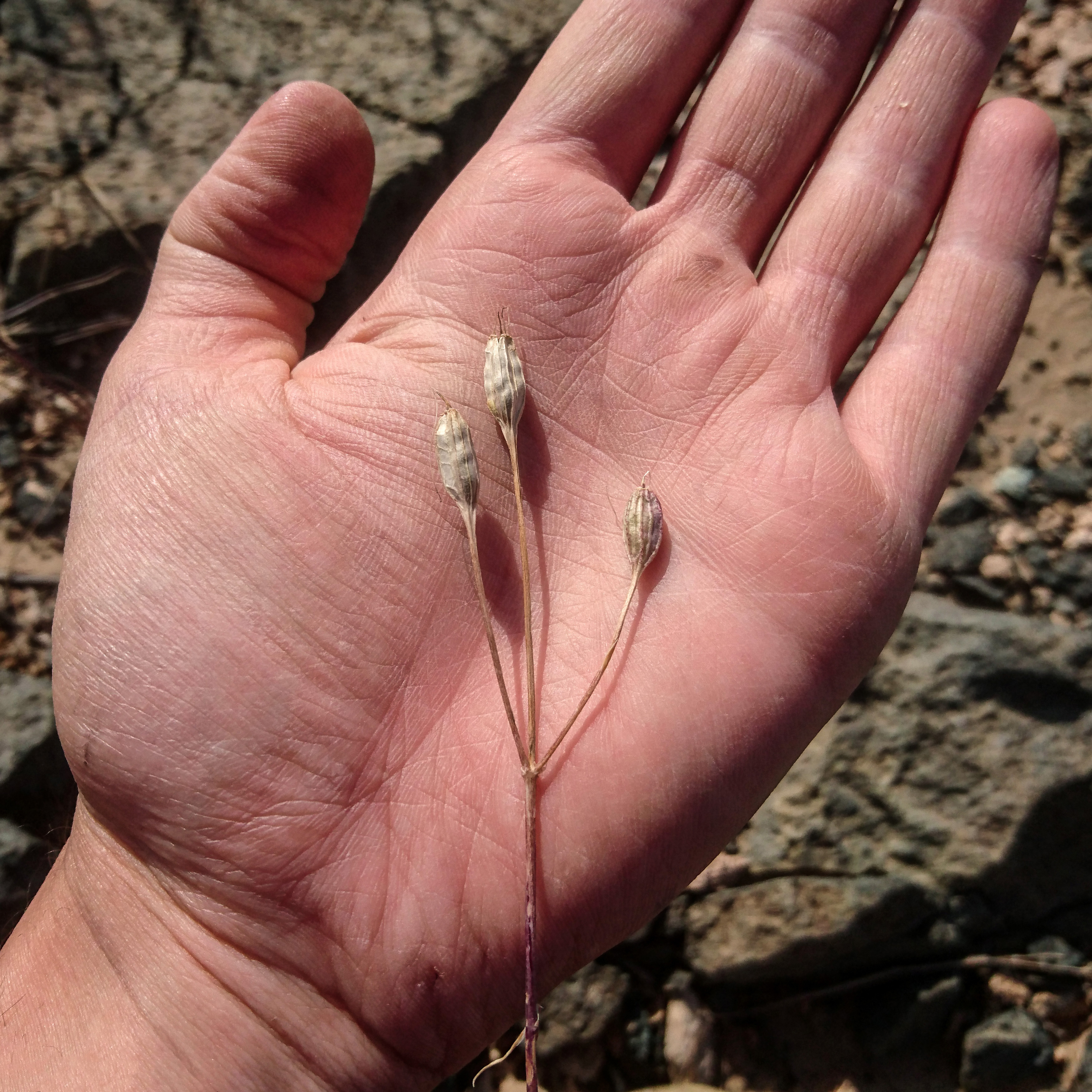
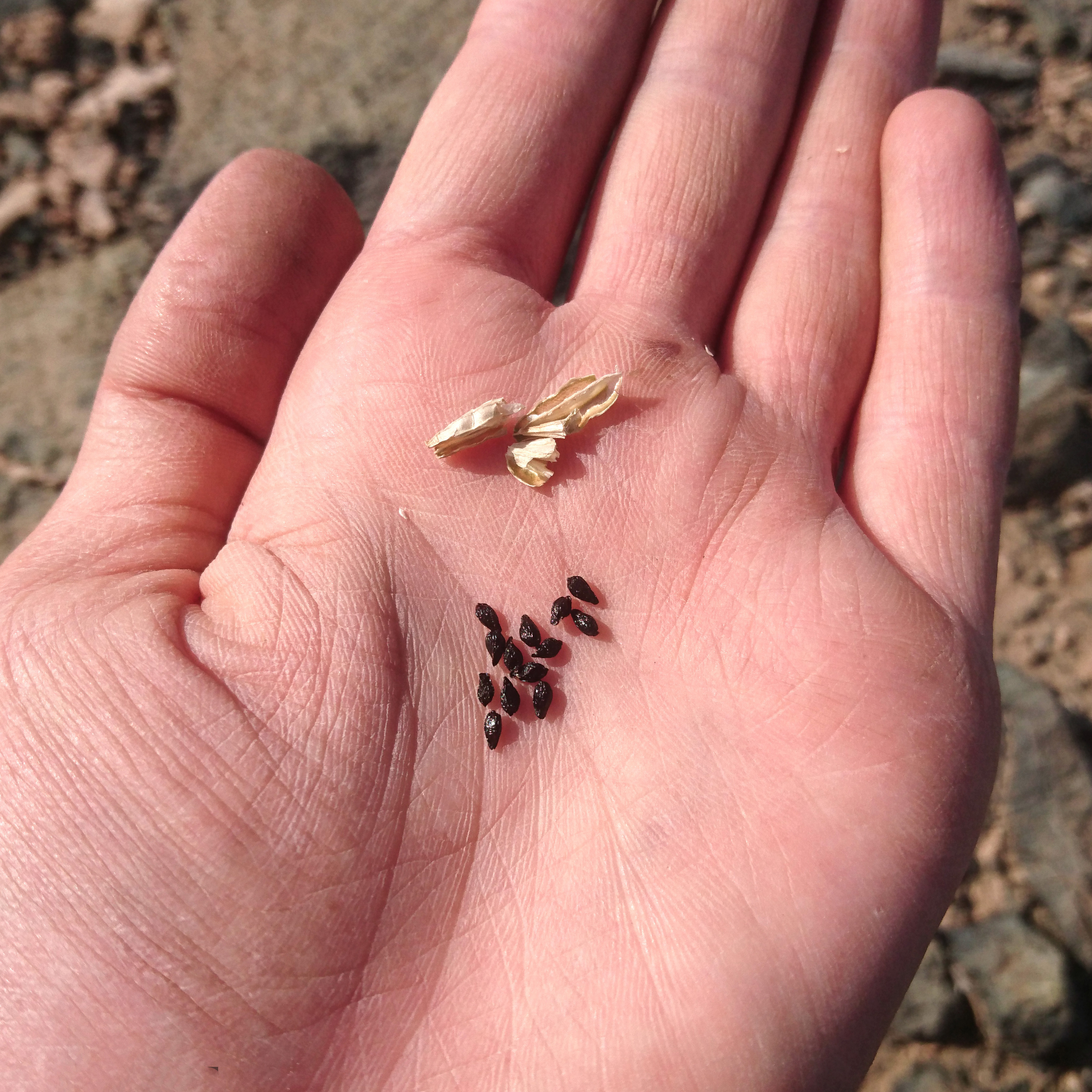